# Donuea
Donuea es un género de arañas araneomorfas de la familia Liocranidae. Se encuentra en Madagascar.

## Lista de especies
Según The World Spider Catalog 12.0:
- Donuea collustrata Bosselaers & Dierick, 2010
- Donuea decorsei (Simon, 1903)